# Marlin (Texas)
Marlin és una població dels Estats Units a l'estat de Texas. Segons el cens del 2000 tenia 6.628 habitants.

## Demografia
Segons el cens del 2000, Marlin tenia 6.628 habitants, 2.415 habitatges, i 1.509 famílies. La densitat de població era de 566,2 habitants/km².
Dels 2.415 habitatges en un 30,2% hi vivien nens de menys de 18 anys, en un 35,7% hi vivien parelles casades, en un 22,5% dones solteres, i en un 37,5% no eren unitats familiars. En el 34,8% dels habitatges hi vivien persones soles el 18,9% de les quals corresponia a persones de 65 anys o més que vivien soles. El nombre mitjà de persones vivint en cada habitatge era de 2,47 i el nombre mitjà de persones que vivien en cada família era de 3,21.
Per edats la població es repartia de la següent manera: un 33,2% tenia menys de 18 anys, un 7,4% entre 18 i 24, un 21,3% entre 25 i 44, un 18,9% de 45 a 60 i un 19,3% 65 anys o més.
L'edat mediana era de 35 anys. Per cada 100 dones de 18 o més anys hi havia 80,4 homes.
La renda mediana per habitatge era de 21.443 $ i la renda mediana per família de 26.861 $. Els homes tenien una renda mediana de 25.220 $ mentre que les dones 18.111 $. La renda per capita de la població era de 13.555 $. Aproximadament el 27,9% de les famílies i el 31,3% de la població estaven per davall del llindar de pobresa.

## Poblacions properes
El següent diagrama mostra les poblacions més properes.